# Ljubow Sergejewna Sabolotskaja
Ljubow Sergejewna Sabolotskaja (russisch Любовь Сергеевна Заболотская; * 2. April 1956 in Sardyk, Oblast Kirow) ist eine ehemalige sowjetische Skilangläuferin.

## Werdegang
Sabolotskaja, die von 1978 bis 1985 der sowjetischen Skilanglaufnationalmannschaft angehörte, hatte ihren ersten internationalen Erfolg bei der Winter-Universiade 1981 in Candanchú. Dort gewann sie die Bronzemedaille über 10 km und die Goldmedaille über 5 km. Im folgenden Jahr holte sie bei den Nordischen Skiweltmeisterschaften in Oslo die Silbermedaille mit der Staffel. Zudem errang sie dort den 15. Platz über 10 km. Dies waren zugleich ihre ersten Rennen im Skilanglauf-Weltcup. Im April 1982 erreichte sie in Kiruna mit Platz neun über 5 km ihre beste Platzierung im Weltcup. Diese Platzierung wiederholte sie im Februar 1983 in Veliko Polje über 5 km. Bei der Winter-Universiade 1983 in Witoscha holte sie über 5 km und über 10 km jeweils die Goldmedaille. Ihr letztes Weltcuprennen absolvierte sie im März 1984 in Murmansk, welches sie auf dem 18. Platz über 10 km beendete. Bei sowjetischen Meisterschaften wurde sie fünfmal Dritte und einmal Zweite.

## Weltcup-Gesamtplatzierungen
| Saison  | Platz | Punkte |
| ------- | ----- | ------ |
| 1981/82 | 31.   | 18     |
| 1982/83 | 30.   | 18     |